# Kampf um Mariupol 2014
Der Kampf um Mariupol 2014 fand zwischen Sicherheitskräften der Ukraine und den Volksmiliz genannten prorussischen Kräften in der Stadt Mariupol am Asowschen Meer statt. Die militärischen Zusammenstöße in der Stadt ereigneten sich im Zeitraum vom 9. Mai bis einschließlich zum 13. Juni 2014 und endeten mit der Kontrolle der Stadt durch die ukrainischen Sicherheitskräfte.

## Vorgeschichte
Nachdem im April 2014 prorussische Milizen in Teilen der Oblast Donezk Regierungsgebäude unter ihre Kontrolle gebracht hatten, besetzten sie auch die Stadtverwaltung in Mariupol. Am 16. April griffen 300 prorussische Bewaffnete eine Militärbasis der ukrainischen Armee in Mariupol an. Drei Angreifer starben und mehrere wurden verletzt. Laut der ukrainischen Regierung wurde das Regierungsgebäude bis zum 24. April wieder befreit.

## Kämpfe im Stadtgebiet
Am 9. Mai 2014 wurde laut ukrainischen Regierungsangaben eine Polizeistation von etwa 60 Bewaffneten angegriffen. Daraufhin fuhren mehrere ukrainische Truppentransporter der Nationalgarde in die Innenstadt, wo sie auf Widerstand der Zivilbevölkerung stießen. Die Truppentransporter durchbrachen mehrere Barrikaden und eröffneten das Feuer auf die Polizeistation, worauf die Polizeistation in Brand geriet. Nach Angaben der ukrainischen Regierung seien 20 Bewaffnete und ein Polizist ums Leben gekommen. Nach dem Gefecht zog sich die Nationalgarde aus der Innenstadt zurück und die prorussischen Separatistenkämpfer übernahmen die Kontrolle über das Stadtgebiet.
Nach den Operationen bildete sich eine Art Bürgerwehr der Stahlarbeiter des Oligarchen Rinat Achmetow, um wieder Ruhe und Ordnung in der Stadt herzustellen, wobei ein Teil der prorussischen Milizionäre bereits vertrieben werden konnte.
Am 25. Mai wurde gemeldet, dass der prorussische Befehlshaber Denis Kuzmenko von einer Spezialeinheit der ukrainischen Polizei festgenommen wurde; einer von Kuzmenkos Leibwächtern soll getötet worden sein.
Am Morgen des 13. Juni 2014 griff die Nationalgarde, unterstützt vom Regiment Asow, das von Andrij Bilezkyj angeführt wurde, die besetzten Gebäude der Stadtverwaltung und das Theater an. Dabei wurden 5 prorussische Bewaffnete und 2 ukrainische Soldaten getötet. Am selben Tag wurden laut ukrainischen Angaben die restlichen Milizenkämpfer, die sich anscheinend unter dem Kommando eines Tschetschenen befunden hatten, aus der Stadt vertrieben. Infolgedessen übernahmen die ukrainischen Einheiten wieder die vollständige Kontrolle über das Stadtgebiet von Mariupol und der unmittelbaren Umgebung.
Bei den Kämpfen wurde eine unklare Anzahl von Zivilisten verletzt und getötet.

## Weitere Angriffe über die russische Grenze
Am 24. August 2014 meldeten ukrainische Stellen, dass ihre Truppen in Nowoasowsk am Schwarzen Meer, an der Grenze zur Russischen Föderation, unter Artilleriefeuer lägen. Kampfpanzer und gepanzerte Fahrzeuge Russlands, unterstützt von Aufständischen, hätten die ukrainischen Truppen zum Rückzug gezwungen. Die Zivilbevölkerung wurde von den Invasoren an der Flucht gehindert. Beobachter gaben sich überzeugt, dass die Fahrzeuge nur vom Territorium der Russischen Föderation in die Ukraine vorgedrungen sein könnten und dass die Stadt von den bekannten Rebellenstellungen in der Ukraine aus nicht mit den üblichen Artilleriesystemen beschossen werden könnte.
Die russischen oder prorussischen Kräfte rückten in der Folge bis über Schyrokyne hinaus auf Mariupol vor. Die Milizenführer äußerten auch noch nach dem Waffenstillstand vom 5. September die Absicht, Mariupol einzunehmen. Bis im April 2015 konnten die ukrainischen Truppen, nachdem in Mariupol am 25. Januar 30 Zivilisten bei einem Angriff der feindlichen Kräfte getötet worden waren, die Front wieder nach Schyrokyne zurückdrängen. Im Frühjahr 2018 wurden mutmaßlich Verantwortliche für den Feuerüberfall auf Mariupol vom 25. Januar durch das Investigativnetzwerk Bellingcat benannt.
Die OSZE versuchte im April 2015 diese Front, die auch unter dem zweiten Waffenstillstand von Minsk nie zur Ruhe gekommen und von der ein Abzug der schweren Waffen nie begonnen worden war, durch eine Tag-und-Nacht-Überwachung zu beruhigen.
Russische Beobachter vermuteten umgehend, dass der Angriff auf Mariupol ein Versuch Russlands sein könnte, eine Landverbindung zur Krim herzustellen und somit für eine bessere Versorgung der Krim etwa mit russischen Lebensmitteln zu sorgen.